# Suphis ticky
Suphis ticky là một loài bọ cánh cứng trong họ Noteridae. Loài này được Grosso miêu tả khoa học đầu tiên năm 1993.